# Jeune Fille au piano
La Jeune Fille au piano, ou L'Ouverture de Tannhaüser, est une huile sur toile de Cézanne composée vers 1869 et conservée au musée de l'Ermitage de Saint-Pétersbourg.

## Description
Le tableau montre une jeune fille (sœur de Paul Cézanne) au piano, pendant que sa mère (également mère du peintre) est en train de broder assise sur un canapé rouge de style Empire. La scène se passe dans un salon du Jas de Bouffan, propriété de la famille près d'Aix que le père du peintre a achetée une dizaine d'années auparavant. Le peintre a voulu rendre hommage à Wagner qu'il admirait profondément, dans ce tableau intitulé aussi L'Ouverture de Tannhäuser, dont la jeune fille joue certainement une variation pour piano. Cet opéra de Wagner a été représenté à Paris pour la première fois en 1861. 
Le tableau dépeint une scène intimiste et en même temps l'artiste émet une réflexion sur les blancs. Blancs verticaux de la partition ouverte, de la robe de la jeune fille, du clavier et du dossier du fauteuil qui s'opposent aux volutes blanches de la tenture et du fauteuil, associées de brun. La composition est complexe associant lignes droites et lignes brisées.

## Histoire du tableau
Ce tableau a été acquis par le riche négociant moscovite Ivan Morozov dont la collection a été nationalisée après la révolution d'Octobre. Après avoir été au musée de l'art occidental, il fait partie des collections du musée de l'Ermitage depuis 1948 et il est présenté depuis la fin de l'année 2014 dans la salle 409 (salle Paul Cézanne) du palais de l'état-major.

## Source
- (es) Cet article est partiellement ou en totalité issu de l’article de Wikipédia en espagnol intitulé « Muchacha al piano » (voir la liste des auteurs).